# Вучаделце
Вучаделце е село в община Сурдулица, Пчински окръг, Сърбия. Според преброяването от 2011 г. населението му е 17 жители.

## Демография
- 1948 – 366
- 1953 – 486
- 1961 – 423
- 1971 – 325
- 1981 – 188
- 1991 – 112
- 2002 – 50
- 2011 – 17

## Етнически състав
(2002)
- 98,00% – сърби
- 2,00% – хървати